# Jean-Paul Mariot
Pour les articles homonymes, voir Mariot.
Jean-Paul Mariot, né le 2 avril 1948 à Vesoul (Haute-Saône), est un homme politique français, membre du Parti socialiste.

## Biographie
Maire de Port-sur-Saône de 1989 à 2020, il est conseiller général puis départemental du canton de Port-sur-Saône de 1994 à 2021.
Candidat apparenté socialiste aux élections législatives de 1997, il est élu député de la Haute-Saône et rejoint le groupe socialiste. Il est battu aux élections législatives de 2002 et de 2007 par Michel Raison. Il est élu conseiller départemental du canton de Port-Sur-Saône en mars 2015 en binôme avec Christelle Rigolot.
Jean-Paul Mariot est le président d'Habitat 70 ou Office public d'HLM de Haute-Saône, à Vesoul[Quand ?].